# Judo na Letních olympijských hrách 1988
Zápasy v judu na LOH v Soulu probíhaly v období 25. září - 1. října 1988.

## Medailisté

### Muži
| Kategorie | Zlato                               | Stříbro                                            | Bronz                                                  | Bronz                                    |
| --------- | ----------------------------------- | -------------------------------------------------- | ------------------------------------------------------ | ---------------------------------------- |
| - 60 kg   | Kim Če-jop · Jižní Korea (KOR)      | Kevin Asano · Spojené státy americké (USA)         | Šindži Hosokawa · Japonsko (JPN)                       | Amiran Totikašvili · Sovětský svaz (URS) |
| - 65 kg   | I Kjong-kun · Jižní Korea (KOR)     | Janusz Pawłowski · Polsko (POL)                    | Bruno Carabetta · Francie (FRA)                        | Jósuke Jamamoto · Japonsko (JPN)         |
| - 71 kg   | Marc Alexandre · Francie (FRA)      | Sven Loll · Německá demokratická republika (GDR)   | Mike Swain · Spojené státy americké (USA)              | Giorgi Tenadze · Sovětský svaz (URS)     |
| - 78 kg   | Waldemar Legień · Polsko (POL)      | Frank Wieneke · Západní Německo (FRG)              | Torsten Bréchôt · Německá demokratická republika (GDR) | Bašir Varajev · Sovětský svaz (URS)      |
| - 86 kg   | Peter Seisenbacher · Rakousko (AUT) | Vladimir Šestakov · Sovětský svaz (URS)            | Akinobu Ósako · Japonsko (JPN)                         | Ben Spijkers · Nizozemsko (NED)          |
| - 95 kg   | Aurélio Miguel · Brazílie (BRA)     | Marc Meiling · Západní Německo (FRG)               | Dennis Stewart · Velká Británie (GBR)                  | Robert Van de Walle · Belgie (BEL)       |
| + 95 kg   | Hitoši Saitó · Japonsko (JPN)       | Henry Stöhr · Německá demokratická republika (GDR) | Čo Jong-čchol · Jižní Korea (KOR)                      | Grigorij Veričev · Sovětský svaz (URS)   |

## Přehled medailí
| Pořadí | Země                                 | Zlato | Stříbro | Bronz | Celkově |
| ------ | ------------------------------------ | ----- | ------- | ----- | ------- |
| 1.     | Jižní Korea (KOR)                    | 2     | 0       | 1     | 3       |
| 2.     | Polsko (POL)                         | 1     | 1       | 0     | 2       |
| 3.     | Japonsko (JPN)                       | 1     | 0       | 3     | 4       |
| 4.     | Francie (FRA)                        | 1     | 0       | 1     | 2       |
| 5.     | Rakousko (AUT)                       | 1     | 0       | 0     | 1       |
| 5.     | Brazílie (BRA)                       | 1     | 0       | 0     | 1       |
| 7.     | Německá demokratická republika (GDR) | 0     | 2       | 1     | 3       |
| 8.     | Západní Německo (FRG)                | 0     | 2       | 0     | 2       |
| 9.     | Sovětský svaz (URS)                  | 0     | 1       | 4     | 5       |
| 10.    | Spojené státy americké (USA)         | 0     | 1       | 1     | 2       |
| 11.    | Belgie (BEL)                         | 0     | 0       | 1     | 1       |
| 11.    | Velká Británie (GBR)                 | 0     | 0       | 1     | 1       |
| 11.    | Nizozemsko (NED)                     | 0     | 0       | 1     | 1       |
| Celkem | Celkem                               | 7     | 7       | 14    | 28      |